# جان پل گتی سوم
جان پل گتی سوم (متولد: ۴ نوامبر 1956 –  ۵ فوریه ۲۰۱۱) نوه جی پل گتی بود که زمانی ثروتمندترین مرد جهان بود. هنگامی که در سال ۱۹۷۳ در رم زندگی می‌کرد، توسط Ndrangheta ربوده شد و برای ۱۷ میلیون دلار باج نگهداری شد. پدربزرگ او تمایلی به پرداخت نداشت، اما پس از دریافت گوش بریده جان پل گتی سوم توسط یک روزنامه، پدربزرگ او با پرداخت ۲٫۲ میلیون دلار مذاکره کرد. و گتی پنج ماه پس از ربوده شدن آزاد شد. گتی خیلی زود به مواد مخدر و الکل اعتیاد پیدا کرد که در نهایت منجر به مصرف بیش از حد و سکته مغزی شد که او را تا پایان عمر به شدت ناتوان کرد. و فیلم all the money in world بر اساس داستان ربوده شدن او ساخته شده‌است.